# Інститут теоретичної астрофізики
Інститут теоретичної астрофізики (нім. Institut für Theoretische Astrophysik, англ. Institute of Theoretical Astrophysics, ARI) — науковий інститут у складі Центру астрономії Гайдельберзького університету. Працює з 1976 року. Основні дослідження фокусуються на чисельних моделюваннях зореутворення та планетоутворення, а також еволюції галактик.

## Історія

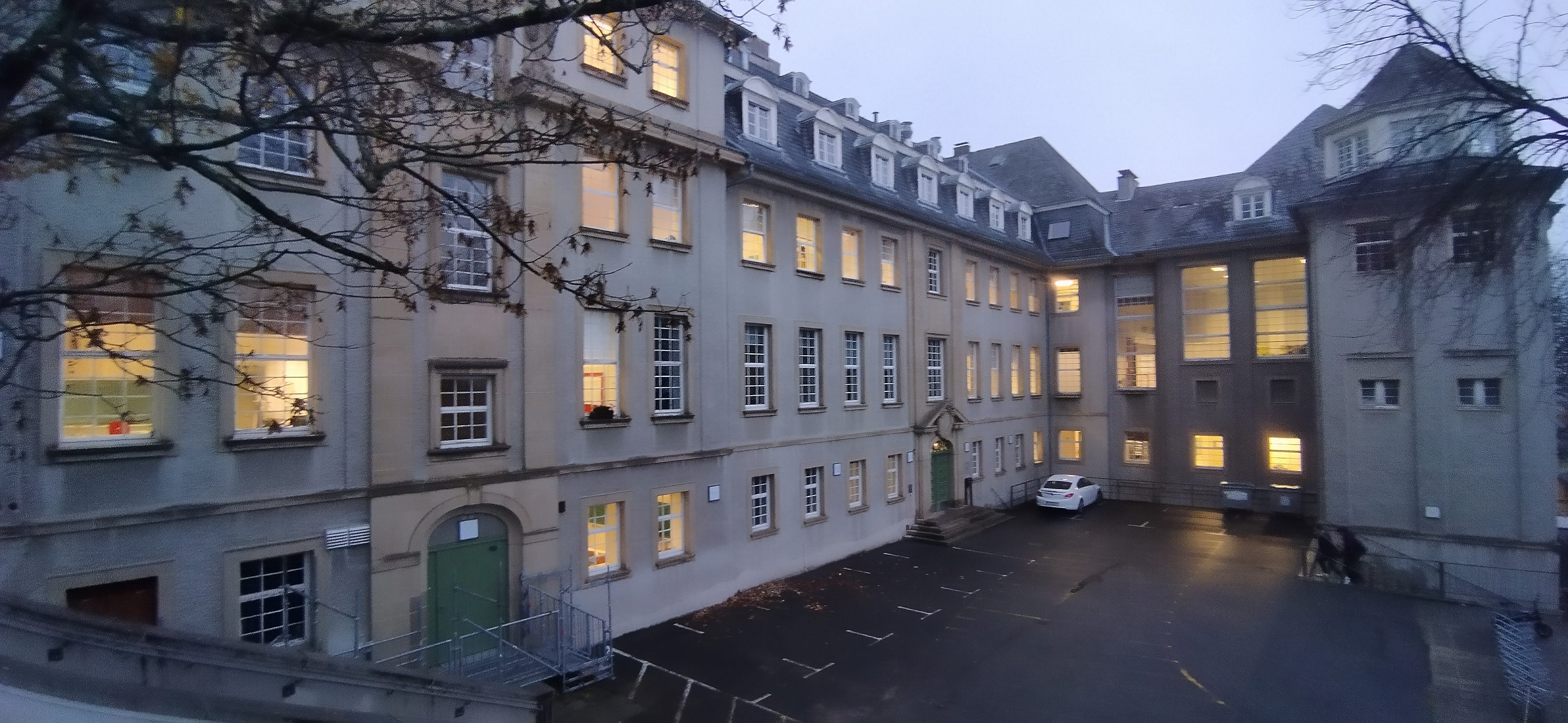
Будівля Фізичного інституту на Філозофенвеґ

Інститут виник у 1976 році з двох уже наявних відділів теоретичної астрофізики. 2005 року увійшов до складу Центру астрономії.
Інститут розташовувався у віллі в районі Ноєнгайм на Альберт-Еберле-Штрасе 2, поруч з будівлею факультету фізики та астрономії Гайдельберзького університету. Після переїзду факультету в район Ноєнгаймер-Фельд частина офісів інституту перемістилися в колишні будівлі факультету на Філозофенвеґ, зокрема в будівлю Фізичного інституту 1912 року. 

## Дослідження
Інститут теоретичними й чисельними методами проводить дослідження з космології, позагалактичної астрофізики, галактичної динаміки, зореутворення та планетоутворення, еволюції зір, астрохімії.
Група зореутворення  за допомогою чисельного моделювання та теоретичних модельних розрахунків досліджує формування зір і планет в сучасних галактиках та в ранньому Всесвіті. Інша наукова група розробляє теоретичні моделі формування та еволюції галактик, особливо акцентуючись на космічному газі та проводячи дослідження за допомогою гідродинамічних чисельних моделювань. Група формування планет за допомогою чисельного моделювання вивчає, як в протопланетному диску з космічного пилу утворюються планети та екзопланети.